# Élton Arábia
Élton José Xavier Gomes (n. 7 aprilie 1986) este un mijlocaș brazilian care a jucat la Fc FCSB. În prezent activează la Al-Qadisiyah, echipă din Arabia Saudită.
A jucat 8 meciuri la FC Steaua București marcând un singur gol. Este un jucător tehnic și rapid, dar înălțimea acestuia îl dezavantajează în duelurile cu adversarii.